# 软技能
软技能是一个社会学术语，与一个人的情商、个性、社交礼仪、沟通、语言、个人习惯、与人为善和乐观等人际关系方面的特质相关。软技能与硬技能（属于人的智商的一部分）相对，后者是工作和许多其他活动的技术必需条件。
一个人软技能的水平对于其所在组织的成功起着重要的作用，尤其是那些要与客户面对面交流的工作。
软技能包括：
- 参与团队
- 教授他人
- 提供服务
- 领导团队
- 协商谈判
- 组织有文化差异的团队
- 激励
- 做出决策
- 解决问题
- 遵守礼仪
- 与他人合作
- 言简意赅地谈话
- 讨论和争论